# 花野富蔵
花野 富蔵（はなの とみぞう、1900年（明治33年）5月29日 - 1979年（昭和54年）8月2日）は、スペイン・ポルトガル文学者。

## 人物・来歴
徳島県徳島市生まれ。地歴研究所卒。熊本商科大学教授を務めた。郷里に没したモラエスの翻訳と研究に尽くし、1969年（昭和44年）12月9日に『定本モラエス全集』で第6回日本翻訳文化賞を受賞する。

## 著書

### 単著・執筆
- 「十六世紀までの西班牙文学」『南欧文学篇』近代社〈世界文学講座 10〉、1930年7月、264-291頁。 NCID BN09932680。全国書誌番号:55006997。
- 「ローペ・デ・ベーガとカルデロン」『南欧文学篇』近代社〈世界文学講座 10〉、1930年7月、406-416頁。 NCID BN09932680。全国書誌番号:55006997。
- 『日本人モラエス』日本文化協会〈日本文化 第41冊〉、1939年7月。 NCID BA35211902。全国書誌番号:54012245。
- 『日本人モラエス』青年書房、1940年11月。 NCID BN05831240。全国書誌番号:46068770 全国書誌番号:53012389。
  - 『日本人モラエス 伝記・W.D.モラエス』大空社〈伝記叢書 185〉、1995年10月。ISBN 9784872364842。 NCID BN1337274X。全国書誌番号:96052849 全国書誌番号:53012389。
- 『モラエスの日本精神』日本放送出版協会〈ラジオ新書 69〉、1941年12月。 NCID BN0549766X。全国書誌番号:46001193。
- 『ホセ・リサール伝』西村書店、1942年5月。 NCID BA31077342。全国書誌番号:46006509。
  - 『ホセ・リサール伝 伝記・J.リサール』大空社〈伝記叢書 188〉、1995年10月。ISBN 9784872364873。 NCID BN13373491。全国書誌番号:96052843。

### 翻訳
- マルティネス・シエルラ『揺籃の歌』新潮社〈海外文学新選 第37編〉、1926年7月。 NCID BA49848883。全国書誌番号:43040741。
- 『伊太利西班牙篇』近代社〈古典劇大系 第4巻〉、1927年12月。 NCID BN07506502。全国書誌番号:46089002。
  - 収録：サラメア村長（カルデローン・デ・ラ・バールカ作）
- 『西班牙・猶太劇集』世界戯曲全集刊行会〈世界戯曲全集 第39巻（西班牙・猶太篇）〉、1930年6月。 NCID BN08566929。全国書誌番号:47005120。
  - 収録：サラメア村長（カルデローン・デ・ラ・バールカ作）, いばらの中の百合（マルティネス・シエルラ作）, ゆりかごのうた（マルティネス・シエルラ作）, ファルファーン王の齲歯（セラフィーン・イ・ホアキーン・アルバレス・キンテーロ作）, 万物の霊長かね？（フリオ・ダンタス作）, 中継人夫が必要だ（ゴンサレス・パチェコ作）, 王子（ハシント・ベナベンテ作）
- モラエス『日本精神』第一書房、1935年6月。 NCID BN09784007。全国書誌番号:47032224。
- モラエス『徳島の盆踊』第一書房、1935年9月。 NCID BN06787643。全国書誌番号:47032241。
- モラエス『日本夜話』第一書房、1936年2月。 NCID BN02890888。全国書誌番号:47034379。
- モラエス『おヨネと小春』昭森社、1936年6月。 NCID BA38946847。全国書誌番号:47034533。
- ウナムノ『苦悶の哲学 西洋精神の苦悶』第一書房、1937年5月。 NCID BN08588014。全国書誌番号:47034419。
- ウナムノ『愛と教育』第一書房、1938年2月。 NCID BA52649648。全国書誌番号:47035034。
- モラエス『極東遊記』中央公論社、1941年4月。 NCID BN12968121。全国書誌番号:46029612。
- ウナムノ『随想録』第一書房、1941年2月。 NCID BA46090581。全国書誌番号:47036179。
- グレゴリヨ・マラニヨン『年齢論』帝国産業法規社、1942年6月。 NCID BA45585953。全国書誌番号:46000374。
- ウナムノ『生の悲劇的感情 人間と国家とに於ける』青年書房、1942年4月。 NCID BA36366518。全国書誌番号:46001969。
- モラエス『大日本 歴史芸術茶道』帝国教育会出版部、1942年5月。 NCID BA43991862。全国書誌番号:46004233。
- モラエス『日本歴史』明治書房、1942年2月。 NCID BN08644363。全国書誌番号:46004336。
- ウナムノ『情熱の記録』起山房、1943年5月。 NCID BA48170488。全国書誌番号:46032904。
- モラエス『おヨネとコハル』集英社、1983年3月。ISBN 9784087730470。 NCID BN10727725。全国書誌番号:83026392。
- モラエス『日本精神』講談社〈講談社学術文庫〉、1992年3月。ISBN 9784061590168。 NCID BN07364102。全国書誌番号:92030436。

#### 定本モラエス全集
- 『定本モラエス全集』 Ⅰ、集英社、1969年3月。 NCID BN06913464。全国書誌番号:75028977。
  - 収録：極東遊記, 大日本, シナ・日本風物誌, 解説（井上靖）
- 『定本モラエス全集』 Ⅱ、集英社、1969年5月。 NCID BN06913464。全国書誌番号:75028978。
  - 収録：日本通信第1-3（1902年4月8日-1906年3月1日）, 解説（遠藤周作）
- 『定本モラエス全集』 Ⅲ、集英社、1969年6月。 NCID BN06913464。全国書誌番号:75028979。
  - 収録：日本通信第3 (続) -6（1906年3月14日-1913年3月28日）, 解説（A.マルチンス著、緑川高広訳）
- 『定本モラエス全集』 Ⅳ、集英社、1969年4月。 NCID BN06913464。全国書誌番号:75027581。
  - 収録：茶の湯, 徳島の盆踊, 日本におけるメンデス・ピント, おヨネとコハル, 日本史瞥見, 日本夜話, 解説（鶴見俊輔）
- 『定本モラエス全集』 Ⅴ、集英社、1969年7月。 NCID BN06913464。全国書誌番号:75028980。
  - 収録：日本精神, おそろし, モラエスの内輪への手紙集, 書簡による日記抄, 初期作品, 遺言状, 解説（佃實夫）, モラエス小伝（花野富蔵）, 年譜・書誌・参考文献

## 論文
- 「イスパニヤの哲人ガルシアンとその「英雄論」その他」『熊本商大論集』第15巻、熊本学園大学、1962年12月、127-157頁、NAID 110000176094。
- 「ヴェンセスラオ・デ・モラエスの人とその作品」『熊本短大論集』第25巻、熊本学園大学、1963年2月、109-136頁、NAID 110000176955。
- 「バロコ時代におけるイスパニヤ文学・クルテラニズムとコンセプティズム （承前）グラシアンの「英雄論」」『熊本商大論集』第16巻、熊本学園大学、1963年3月、101-131頁、NAID 110000176099。
- 「ヴェンセスラオ・デ・モラエスの人と作品 十九世紀末の長崎と神戸」『熊本短大論集』第26巻、熊本学園大学、1963年6月、21-46頁、NAID 110000176957。
- 「イスパニア・コンセプティスタの特徴的な三つの型 ケベード,グラシアンおよびサアベードラ グラシアンの「英雄論」（承前）」『熊本短大論集』第27巻、熊本学園大学、1963年12月、103-128頁、NAID 110000176964。
- 「異色のアフォリスト、アラゴン僧、バルタサール・グラシアンの生涯 その1. 生い立ちから「新発意」まで――「英雄論」（承前）」『熊本商大論集　』第47巻、熊本学園大学、1975年12月、215-230頁、NAID 110000176771。

## 参考
- 講談社学術文庫、訳者紹介